# Reverse graffiti

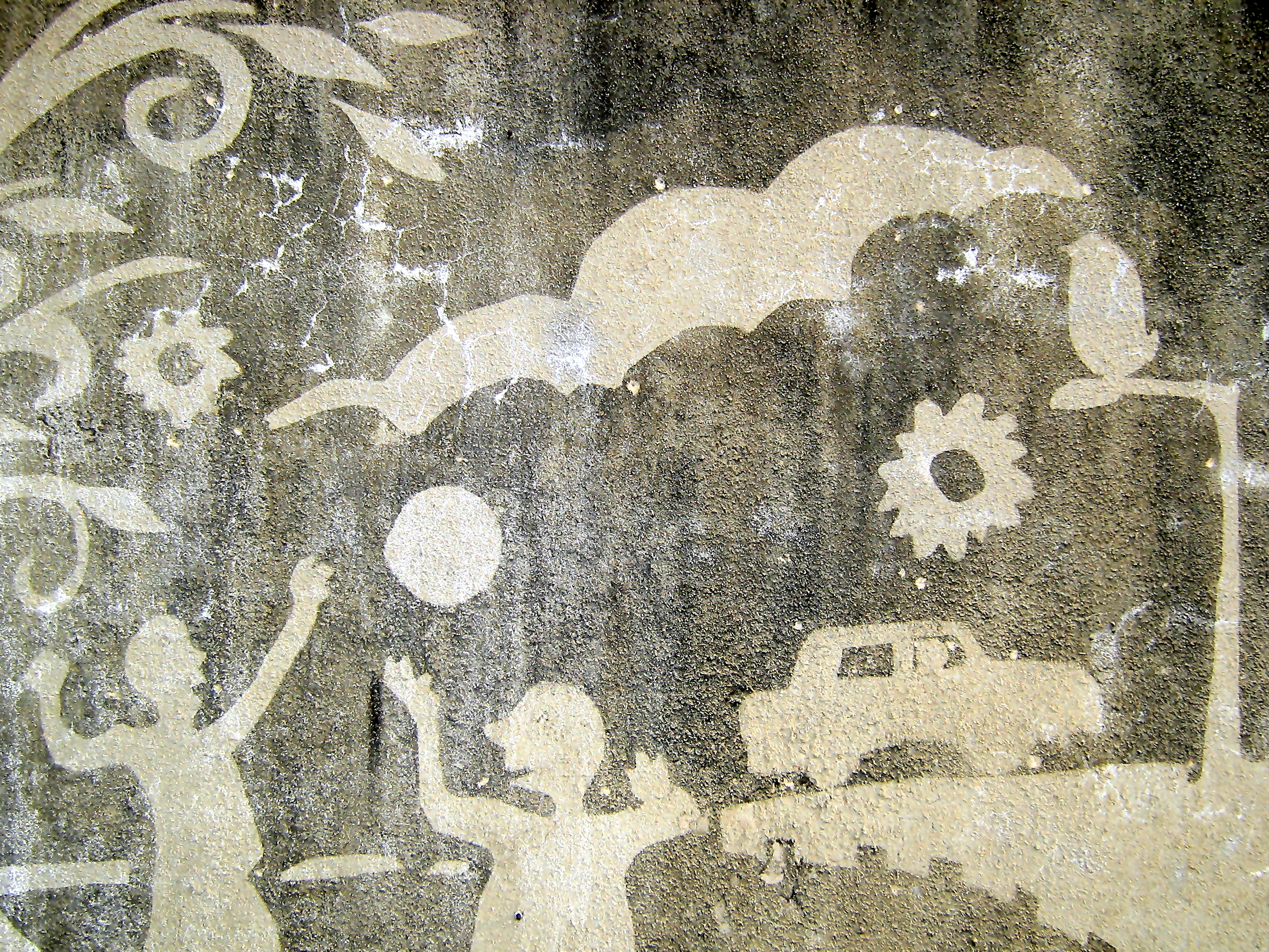
Reverse graffiti na ścianie budynku w Singapurze

Reverse graffiti – technika street art polegająca na myciu brudnej ściany lub innej powierzchni, najczęściej przy użyciu szablonu, w taki sposób, by wyczyszczone fragmenty tworzyły rysunek lub napis. W przeciwieństwie do graffiti, działalność taka jest całkowicie zgodna z prawem. Pomysłodawcą tej techniki jest Brytyjczyk Paul Curtis, znany pod pseudonimem Moose (ang. Łoś).